# U-581
| U-581                      | U-581                                                          | U-581                                                          |
| -------------------------- | -------------------------------------------------------------- | -------------------------------------------------------------- |
|                            |                                                                |                                                                |
|                            |                                                                |                                                                |
|                            |                                                                |                                                                |
| Під прапором               | Третій рейх                                                    | Третій рейх                                                    |
| Спуск на воду              | 12 червня 1941 року                                            | 12 червня 1941 року                                            |
| Виведений зі складу флоту  | 2 лютого 1942 року                                             | 2 лютого 1942 року                                             |
| Сучасний статус            | затоплений                                                     | затоплений                                                     |
| Проєкт                     |                                                                |                                                                |
| Тип ПЧ                     | Торпедний ДПЧ                                                  | Торпедний ДПЧ                                                  |
| Основні характеристики     |                                                                |                                                                |
| Швидкість (надводна)       | 17,7 вузлів                                                    | 17,7 вузлів                                                    |
| Швидкість (підводна)       | 7,6 вузлів                                                     | 7,6 вузлів                                                     |
| Робоча глибина занурення   | 100 м                                                          | 100 м                                                          |
| Гранична глибина занурення | 220 м                                                          | 220 м                                                          |
| Екіпаж                     | 44 осіб                                                        | 44 осіб                                                        |
| Розміри                    |                                                                |                                                                |
| Довжина найбільша (по КВЛ) | 67,1 м                                                         | 67,1 м                                                         |
| Ширина корпусу найб.       | 6,2 м                                                          | 6,2 м                                                          |
| Висота                     | 9,6 м                                                          | 9,6 м                                                          |
| Середня осадка (по КВЛ)    | 4,70 м                                                         | 4,70 м                                                         |
| Водотоннажність надводна   | 769 т                                                          | 769 т                                                          |
| Озброєння                  |                                                                |                                                                |
| Артилерія                  | одна палубна гармата калібру 88-мм, одна 20-мм зенітна гармата | одна палубна гармата калібру 88-мм, одна 20-мм зенітна гармата |
| Торпедно- мінне озброєння  | 4 носових і один кормовий ТА. 14 торпед або 26 мін             | 4 носових і один кормовий ТА. 14 торпед або 26 мін             |

U-581 — німецький підводний човен типу VIIC, часів  Другої світової війни.
Замовлення на будівництво човна було віддане 8 січня 1940 року. Човен був закладений на верфі суднобудівної компанії «Blohm + Voss» у Гамбурзі 25 вересня 1940 року під будівельним номером 557, спущений на воду 12 червня 1941 року, 31 липня 1941 року увійшов до складу 5-ї флотилії. Також за час служби перебував у складі 7-ї флотилії. Єдиним командиром човна був капітан-лейтенант Вернер Пфайфер.
Човен зробив 2 бойових походи, в яких потопив 1 допоміжне військове судно.
Потоплений 2 лютого 1942 року у Північній Атлантиці південно-східніше Орта (38°24′ пн. ш. 28°30′ зх. д. / 38.400° пн. ш. 28.500° зх. д.) глибинними бомбами британського есмінця «Весткотт». 4 члени екіпажу загинули, 42 врятовані.

## Потоплені та пошкоджені кораблі[3]
| Назва         | Тип                   | Належність      | Дата          | Тоннаж (БРТ) | Вантаж | Статус    | Місце                                                       |
| HMS Rosemonde | протичовновий траулер | Велика Британія | 19 січня 1942 | 364          |        | потоплено | 38°00′ пн. ш. 16°00′ зх. д. / 38.000° пн. ш. 16.000° зх. д. |